# Pavonia balansae
Pavonia balansae là một loài thực vật có hoa trong họ Cẩm quỳ. Loài này được Gürke mô tả khoa học đầu tiên năm 1892.